# Continental Navy

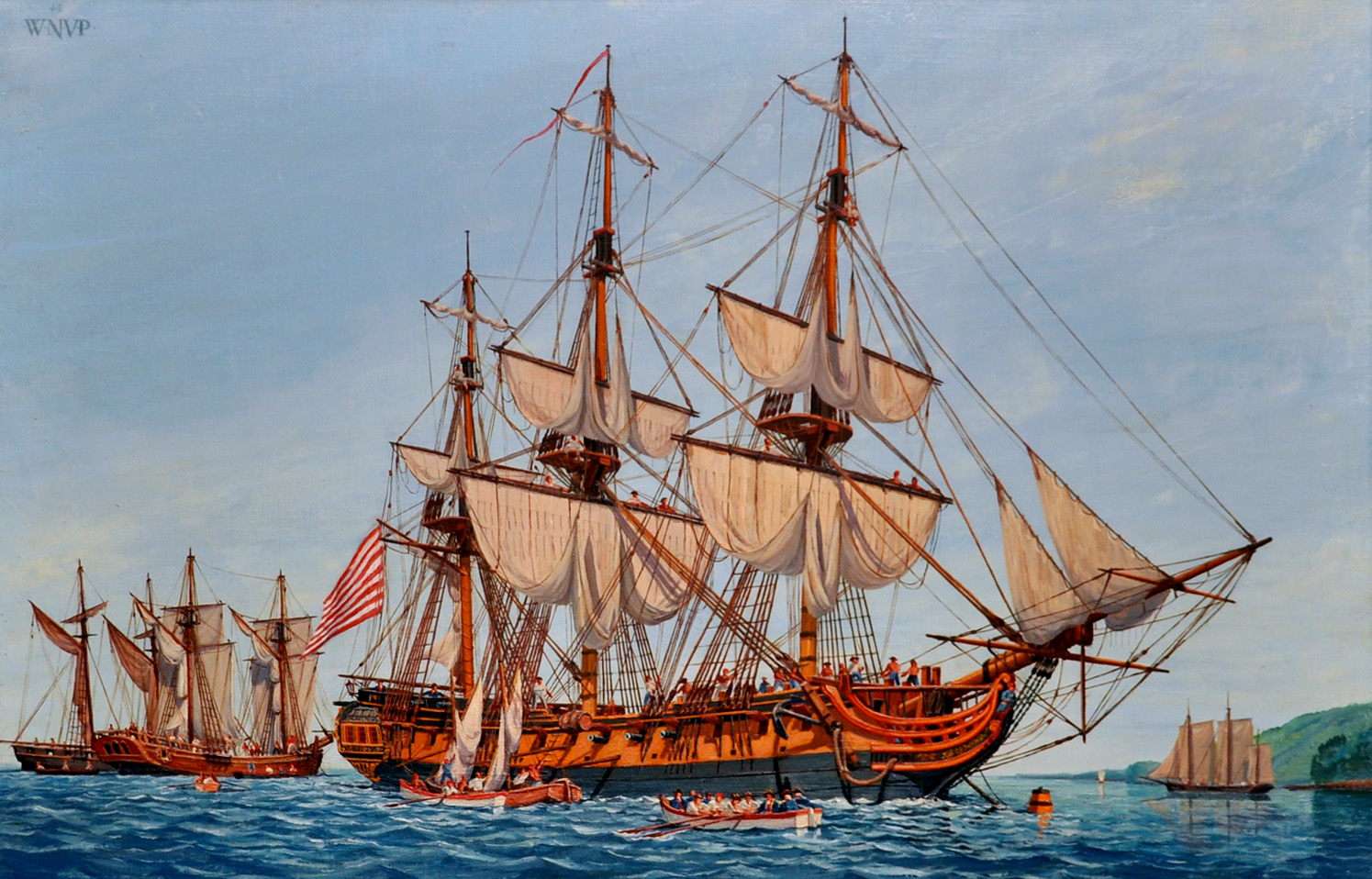
L'USS Confederacy, frégate de la Continental Navy.

La Continental Navy est le nom de la marine de guerre des États-Unis, fondée en 1775 et active pendant la guerre d'indépendance des États-Unis. Elle est l'ancêtre de la United States Navy actuelle. Grâce aux efforts de son fondateur John Adams, et au soutien vigoureux du Congrès, elle est mise sur pied en dépit de la vive opposition qu'elle suscite et atteint une taille honorable compte tenu des restrictions imposées par l'embargo britannique.

## Historique
Le principal objectif de la Continental Navy à sa création est d'intercepter le matériel militaire britannique envoyé dans les colonies d'Amérique du Nord et de porter tort à son commerce en se saisissant des bâtiments de ce pays. En raison d'un manque de financement, d'hommes et de ressources, la flotte est dans un premier temps constituée exclusivement de navires marchands armés en guerre. Plus tard dans le conflit, des navires seront conçus et construits exclusivement pour les besoins de la guerre. Sur les bâtiments effectivement engagés en mer, rares seront leurs succès et faible sera leur contribution à la victoire finale de la rébellion. Une infanterie de marine, les Continental Marines lui est attribué.
La flotte servira néanmoins à montrer la détermination des armées continentales, notamment grâce à l'action du Captain John Paul Jones qui accèdera à la célébrité. Ces premiers combats, bien que modestes, fourniront l'expérience nécessaire à toute une génération d'officiers qui commanderont lors des conflits suivant dans lesquels la marine américaine sera impliquée. 
Une fois la guerre terminée, le gouvernement fédéral, ayant besoin de toutes les ressources financières disponibles, vendra aux enchères les vaisseaux de la Continental Navy. Le dernier est cédé en 1785 à un acheteur privé.

### Sources et bibliographie
- (en) Cet article est partiellement ou en totalité issu de l’article de Wikipédia en anglais intitulé « Continental Navy » (voir la liste des auteurs).
- (en) William M. Fowler, Rebels Under Sail, Charles Scribner's Sons, New York, 1976 ;
- (en) Nathan Miller, The US Navy: An Illustrated History, American Heritage, New York, 1977 ;
- (en) Naval Documents of the American Revolution, Government Printing Office, 1964, 10 volumes de sources primaires.